# White Lake (Carolina do Norte)
White Lake é uma cidade  localizada no estado norte-americano de Carolina do Norte, no Condado de Bladen.

## Demografia
Segundo o censo norte-americano de 2000, a sua população era de 529 habitantes.
Em 2006, foi estimada uma população de 581, um aumento de 52 (9.8%).

## Geografia
De acordo com o United States Census Bureau tem uma área de
6,5 km², dos quais 2,3 km² cobertos por terra e 4,2 km² cobertos por água. White Lake localiza-se a aproximadamente 26 m acima do nível do mar.

## Localidades na vizinhança
O diagrama seguinte representa as localidades num raio de 24 km ao redor de White Lake.